# 普利茅斯枪击案
普利茅斯枪击案是2021年8月12日发生在英国德文郡普利茅斯的一起大规模槍擊案，此次槍擊案包括兇手在内的六人死亡，另有两人受伤。这是自2010年坎布里亚郡枪击案以来，英国发生的第一起致命的大规模枪击事件。

## 槍擊
2021年8月12日18点11分，一位身穿灰色和黑色衣服的22歲男子杰克‧戴维森（Jake Davison）在一所住宅内用泵式霰弹枪杀死了自己51岁的母亲。   案發時他還是一家公司的起重机学徒    。兇手患有多动症，且精神狀態不穩，此外戴維森還厭惡女性和恐懼同性戀，並因此與母親產生衝突。此外案發前戴維森與其父親也發生過肢體衝突。
杰克‧戴维森殺死自己的母親後离开房屋，在街上开枪打死了一名3岁的女孩和她43岁的父亲。接下来，他又打伤了一名33岁的男子和一名53岁的女子，然后在附近的公园里开枪打死了一名 59岁的男子。戴维森随后前往亨德森广场，在那里他开枪打伤了一名66岁的妇女。該妇女送醫搶救無效死亡。18点23分，杰克‧戴维森開槍自殺。       